# Glicosímetro

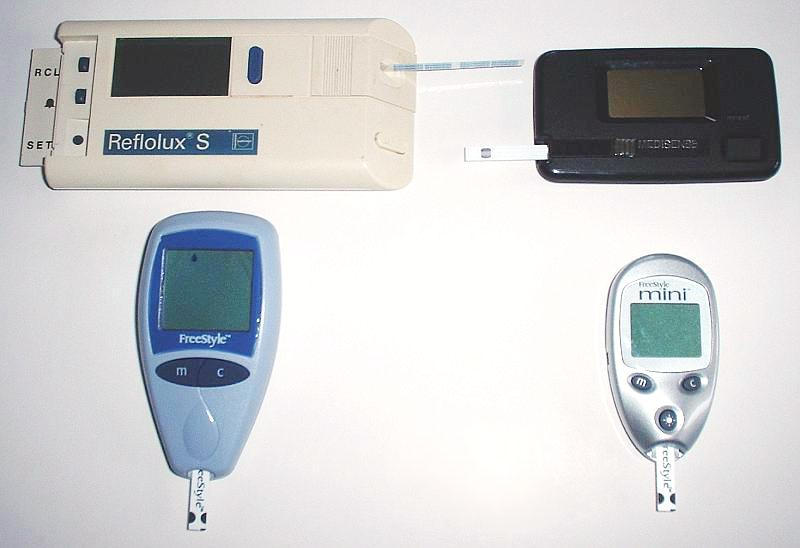
Quatro modelos de glicosímetros, c. 1993-2005. O tamanho das amostras variam de 30 to 0.3 μl. Os teste demoram de 5 segundos a 2 minutos (medidores modernos ficam tipicamente abaixo dos 15 segundos).

O glicosímetro é um dispositivo usado para medir a concentração de glicose no sangue.